# Casa Tăutu din Hârlău
Casa Tăutu din Hârlău este o clădire monument istoric din orașul Hârlău, situată pe Str. Logofăt Tăutu nr. 7. Ea a fost construită în secolele XVII - XVIII și găzduiește în prezent Muzeul Viei și Vinului, singurul muzeu viticol din Moldova.
Casa Tăutu din Hârlău, azi Muzeul de Istorie, a fost inclusă pe Lista monumentelor istorice din județul Iași din anul 2015, la numărul 1407, având codul  IS-II-m-B-04176.

## Istoric
Casa Tăutu din Hârlău a fost construită la sfârșitul secolului al XVIII-lea și începutul secolului al XIX-lea de un urmaș al logofătului Ioan Tăutu. În anul 1875 a fost cumpărată de stat, devenind sediu al Oficiului Poștal Hârlău. După cel de-al doilea război mondial, clădirea a fost reparată. Cu acel prilej s-au scos sobele și s-a introdus o centrală termică, s-au pus pardoseli din beton în încăperile de la demisol și s-a turnat un planșeu de beton la trei încăperi.
În anul 1983 clădirea a trecut în administrarea Primăriei orașului Hârlău, care a amenajat aici Muzeul de istorie și etnografie. La 22 mai 1990, prin Decizia Nr. 334 a Prefecturii județului Iași, edificiul muzeal din Hârlău a fost trecut în patrimoniul Complexului Național Muzeal Moldova Iași. Începând din 10 decembrie 1999 s-au executat lucrări de consolidare a clădirii, în scopul de a scoate demisolul și pivnița de sub cota de inundabilitate prin crearea unui dren perimetral. Cu acel prilej s-au scos la iveală noi spații de la demisol (umplute, anterior, cu pământ), care serveau ca spațiu de depozitare a alimentelor.
După finalizarea lucrărilor de consolidare a clădirii, aici s-a inaugurat la 20 iulie 2006 Muzeul Viei și Vinului din Moldova, care ilustrează principalele etape din viața omului când se consumă vinul: la naștere, nuntă sau moarte, în celelalte săli fiind expuse piese etnografice legate de tehnica viticolă: butoaie, ulcioare, teascuri, zdrobitori, lin, fierbătoare, un răboj pe care țăranul însemna de fiecare dată când scoatea câte o găleată de vin din butoi etc. În săli sunt amenajate o butnărie de secol XVII (unde se confecționau butoaiele), o sală destinată ceramicii (unde se arată cum se confecționau vasele din care se servea vinul), o cramă din județul Vaslui, o cameră de han unde se servea vin, o cameră dedicata nașterii pruncilor, o cameră unde este reprezentat ritualul nunții, o cameră dedicată ritualului înmormântării etc.
În clădire sunt organizate lansări de carte, expoziții de pictură sau diferite alte evenimente culturale. De asemenea, în curtea muzeului sunt organizate uneori spectacole folclorice, cu degustări de vinuri din soiurile podgoriei Cotnari.
În fața clădirii se află un bust al domnitorului Petru Rareș (1527-1538, 1541-1546).

## Arhitectura clădirii
Casa Tăutu din Hârlău este masivă, cu fundație de piatră și ziduri din piatră și cărămidă groase de 70–90 cm. Acoperișul este din tablă, în patru ape, având patru coșuri de fum cu rol decorativ, sobele fiind actualmente demontate.
Clădirea are dimensiunile în plan de 19,5 m și 14,65 m, având trei niveluri: parter + demisol + pivniță cu boltă. Suprafața clădirii este de 559,48 m², dintre care încăperile de la parter au 309,48 m² și cele de la demisol au 250 m². Intrarea principală este pe fațada sudică de sud și se face prin intermediul unei scări de piatră brută. Interiorul este format dintr-un hol central longitudinal de unde se pătrunde în trei încăperi dreapta și trei încăperi stânga. Demisolul era situat la cota de – 2,70 m, aici pătrunzându-se de la parter, printr-o scară de lemn, precum și direct din exterior, printr-o ușă situată în fațada laterală din partea de vest. În pivnița situată la cota – 4,45 m (față de nivelul demisolului) se accede printr-o scară aflată la nivelul demisolului.

## Imagini

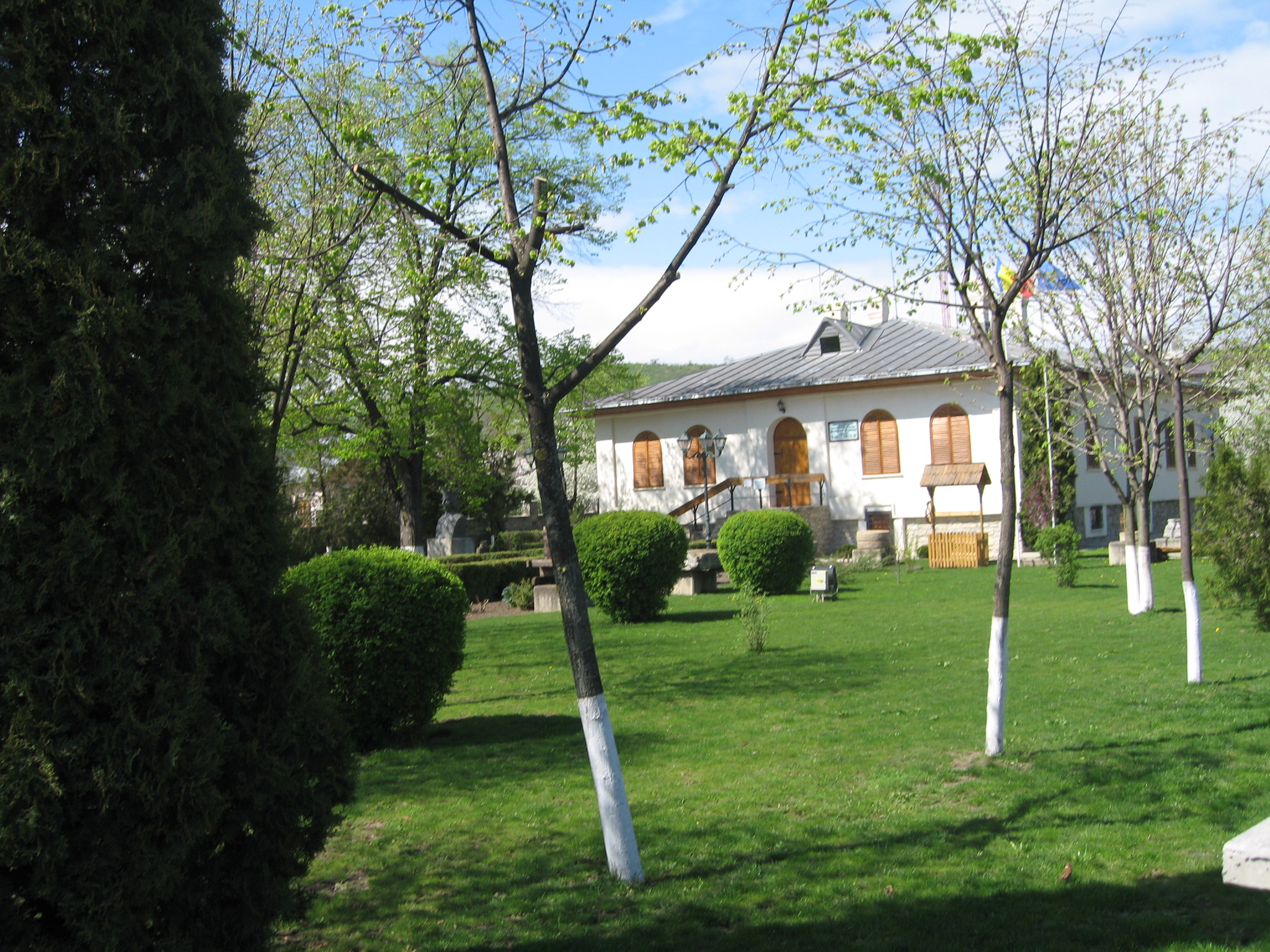
Casa Tăutu din Hârlău
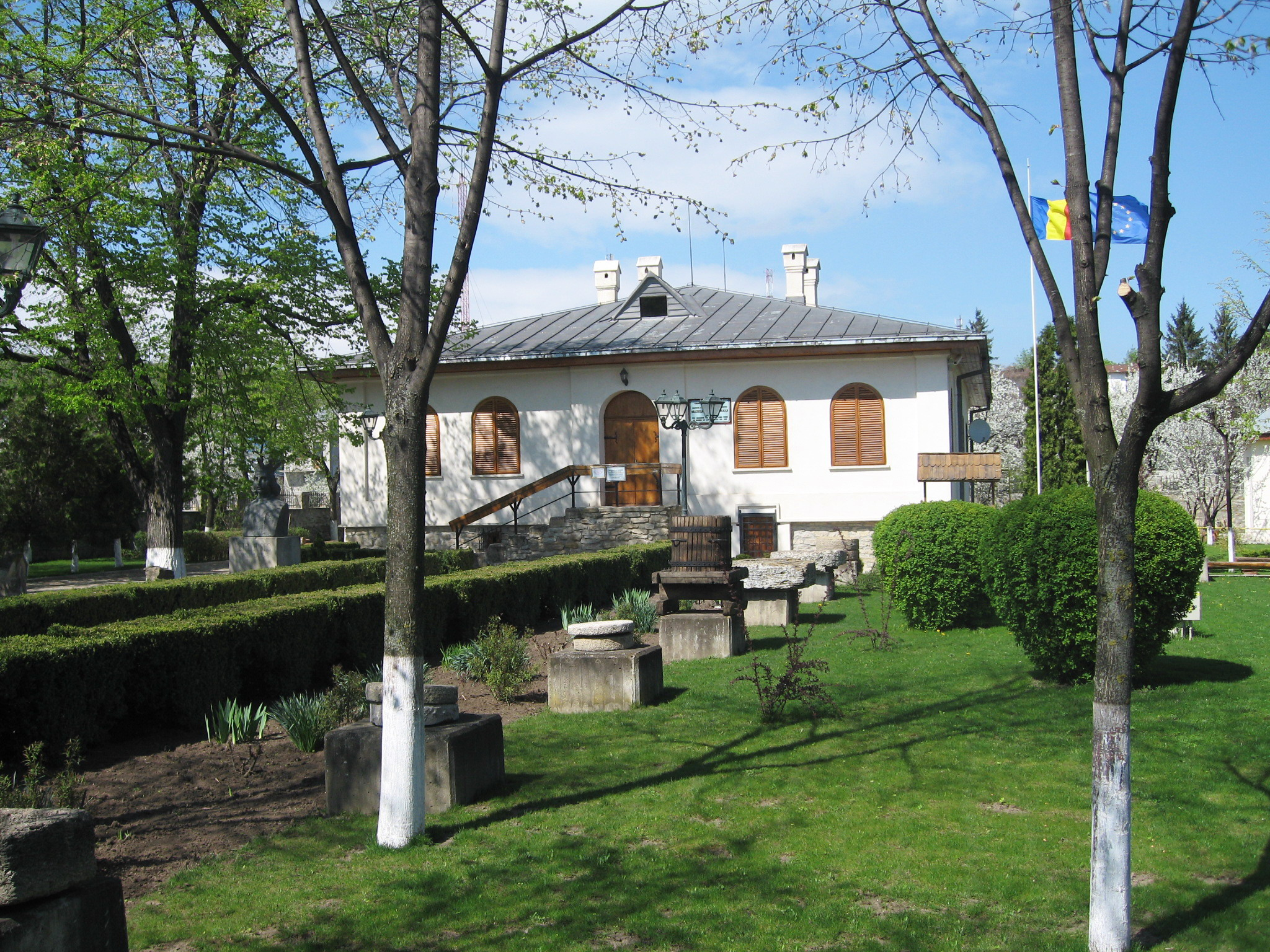
Casa Tăutu din Hârlău